# Đại học Hàng hải Thượng Hải
Đại học Hàng hải Thượng Hải (tên tiếng Hoa 上海海事大学 hay 上海海运学院, hay 商船学校) là một trường đại học công lập ở Thượng Hải, Cộng hòa Nhân dân Trung Hoa. Trường được thành lập năm 1909. Hiện nay, trường có hơn 15.000 sinh viên và 2000 nghiên cứu sinh sau đại học.